# 균류 색인
균류 색인(菌類索引, 영어: Index Fungorum)은 균계에 속하는 모든 공식 학명을 색인하기 위한 국제적인 프로젝트이다. 2015년 기준으로, 큐 왕립식물원와 뉴질랜드 토지환경연구소, 중국과학원 미생물연구소의 3개 기관이 공동으로 관리한다. 균류 색인은 미코뱅크(MycoBank, 곰팡이 학명 정보 은행), Fungal Names와 함께 균류명명위원회(Nomenclature Committee for Fungi)가 인정한 3개의 명명 저장소 중의 하나이다. 이 데이터베이스는 왕립 식물원도 포함되어있는 국제 식물명 색인(International Plant Names Index, IPNI)과 유사하다. 반면에 균류 색인은 이름의 상태도 표시한다. 검색 페이지 항목에서 현재 정확한 이름은 녹색으로 표시되고, 나머지는 청색으로 표시된다. 만일 저자에 따라 다른 이름을 사용할 경우 차이나는 이름은 적색으로 표시된다. 모든 이름은 현재의 정확한 이름과 이명 목록이 있는 페이지로 연결된다. 다수의 균류 이름 또한 처음 식별된 이름으로 직접 연결된다.

## 같이 보기
- 균류